# Doratynka
Doratynka – wieś w Polsce położona w województwie podlaskim, w powiecie hajnowskim, w gminie Narew.
| SIMC    | Nazwa      | Rodzaj    |
| ------- | ---------- | --------- |
| 0035949 | Nowosiółka | część wsi |

W latach 1975–1998 miejscowość administracyjnie należała do województwa białostockiego.
Wieś w 2011 roku zamieszkiwało 59 osób.
Prawosławni mieszkańcy wsi należą do parafii Podwyższenia Krzyża Pańskiego w Narwi, a wierni kościoła rzymskokatolickiego do parafii Wniebowzięcia Najświętszej Maryi Panny i św. Stanisława Biskupa i Męczennika w Narwi.
Na południe od wsi wznosiły się zabudowania dworu wzmiankowanego w 1789 roku, który po rozparcelowaniu utworzył wieś Nowosiółka. 